# Aeroportul Regional Red Deer
Aeroportul Regional Red Deer (IATA: YQF, ICAO: CYQF) este un aeroport din Alberta, Canada. Aeroportul a fost tranzitat în 2012 de 1.796 de pasageri.
Situat la o altitudine de 905 m, aeroportul dispune de 2 piste.

## Infrastructură

### Piste
Aeroportul dispune de 2 piste. Pista 12/30 are suprafața de asfalt. Pista 17/35 are suprafața de asfalt. 